# 三苏镇
三苏镇，原为三苏乡，是中华人民共和国四川省眉山市东坡区下辖的一个乡镇级行政单位。2019年12月，撤销广济乡，将其所属行政区域划归三苏镇管辖。

## 行政区划
三苏镇下辖以下地区：
伏龙社区、东馆村、明光村、百家村、集体村、凉风村、胜光村、胜龙村、文星村、望苏村、陈沟村、三苏村和新西村。